# ميشيل بينيدا
ميشيل بينيدا (بالإسبانية: Michel Pineda)‏ (9 يونيو 1964 في فرنسا - ) هو لاعب كرة قدم إسباني في مركز الهجوم. شارك مع منتخب إسبانيا تحت 21 سنة لكرة القدم ومنتخب إسبانيا تحت 23 سنة لكرة القدم. أما مع النوادي، فقد لعب مع إسبانيول وديبورتيفو ألافيس وراسينغ سانتاندير ونادي أوكسير ونادي تولون ونادي لاردة.

## وصلات خارجية
- ميشيل بينيدا على موقع قاعدة بيانات كرة القدم.إي يو (الإنجليزية)
- ميشيل بينيدا على موقع عالم كرة القدم.نت (الإنجليزية)